# Список послів Сполучених Штатів у Східній Німеччині
Сполучені Штати мали дипломатичні відносини з  Східною Німеччиною (Німецька Демократична Республіка) з 1974 по 1990 рік. 
Нижче наведено головних дипломатичних агентів США у Східній Німеччині, їхні дипломатичні ранги, а також фактичний початок і кінець їх служби у Східній Німеччині.

## Список послів Сполучених Штатів у Східній Німеччині

### Керівники посольства США вСхідному Берліні(1974–1990)
| Ім'я та назва              | Портрет | Вручення вірчих грамот | Припинення місії       |
| -------------------------- | ------- | ---------------------- | ---------------------- |
| Джон Шерман Купер, посол   | </img>  | 20 грудня 1974 року    | 28 вересня 1976 року   |
| Девід Б. Болен, посол      | </img>  | 22 серпня 1977 року    | 20 червня 1980 року    |
| Герберт С. Окунь, посол    | </img>  | 20 серпня 1980 року    | 13 січня 1983 року     |
| Розан Л. Ріджвей, посол    | </img>  | 26 січня 1983 року     | 13 липня 1985 року     |
| Френсіс Дж. Міхан, посол   | </img>  | 16 вересня 1985 року   | 30 листопада 1988 року |
| Річард Кларк Барклі, посол | </img>  | 19 грудня 1988 року    | 3 жовтня 1990 року     |

## Дивіться також
- Східнонімецькі-американські відносини
- Посольство США, Берлін
- Посольство Німеччини, Вашингтон, округ Колумбія
- Посли Східної Німеччини в США
- Відносини Німеччини та США
- Посли Німеччини в США
- Посли Сполучених Штатів у Німеччині